# Parco nazionale dello Zambesi
Il parco nazionale dello Zambesi è un parco nazionale ubicato a monte delle cascate Vittoria sul fiume Zambesi in Zimbabwe.
Il parco ricade all'interno dell'Area di conservazione transfrontaliera Okavango-Zambesi.
Venne separato dal parco nazionale delle Cascate Vittoria nel 1979 ed ha una superficie di 560 km². Il parco è diviso in due dalla strada per Kazungula; una parte costeggia il fiume e l'altra è rivolta verso la zona palustre Chamabonda Vlei. La maggior parte del parco è all'interno dell'ecoregione della savana alberata a mopane dello Zambesi, mentre una piccola parte nel sud rientra nei boschi Zambezian Baikiaea.

## Fauna
Il parco nazionale dello Zambesi offre rifugio a una grande varietà di grossi mammiferi, compresi l'elefante africano, il leone, il bufalo cafro e il leopardo. Oltre a questi rappresentanti carismatici dei cosiddetti big 5, vi sono branchi di antilope nera, eland comune, zebra delle steppe, giraffa, kudù maggiore, cobo e impala. Inoltre vive qui un gran numero di specie più piccole.
All'interno del parco sono state censite oltre 400 specie di uccelli. Tra quelle maggiormente degne di nota vi sono la civetta pescatrice di Pel, il becco a forbice africano, il cantore dal collare, il lanario, l'airone golia, il rallo tuffatore africano, la pernice di mare nucale e la pavoncella facciabianca. Oltre a uccelli e mammiferi, nel parco vivono anche 75 specie di pesci, compreso il noto pesce tigre (Hydrocynus goliath).

## Accesso
Il modo più semplice per accedere al parco nazionale dello Zambesi è attraverso lo Zambesi Game Drive, che è una vasta rete di strade lungo le rive dello Zambesi e vi si accede attraverso il cancello principale. Poi c'è Chamabondo Game Drive, lunga 25 km, che conduce il visitatore nella selvaggia zona meridionale del parco e che inizia a 5 chilometri a sud della città di Victoria Falls, appena fuori dalla città verso Bulawayo.